# Майк і Моллі
Майк і Моллі (англ. Mike & Molly) — американський телевізійний ситком, створений Марком Робертсом, 127 епізодів якого були показані телеканалом «Сі-бі-ес» у 2010—2016 роках.
Телесеріал розповідає про стосунки і життя офіцера поліції Майка Біґґза (англ. Mike Biggs) та вчительки (потім — письменниці) Моллі Флінн (англ. Molly Flynn), які знайомляться на зустрічі товариства анонімних товстунів (англ. Overeaters' Anonymous), закохуються та одружуються.

## У ролях
| Актор            | Роль                          |
| ---------------- | ----------------------------- |
| Біллі Гарделл    | Майк Біґґз Mike Biggs         |
| Мелісса Маккарті | Моллі Флінн Molly Flynn       |
| Ріно Вілсон      | Карл Макміллан Carl McMillan  |
| Кеті Міксон      | Вікторія Флінн Victoria Flynn |
| Свузі Керц       | Джойс Флінн Joyce Flynn       |
| Нямбі Нямбі      | Семюел Samuel                 |
| Луї Мустілло     | Вінс Vince                    |
| Ронді Рід        | Пеґґі Peggy                   |
| Клео Кінг        | Бабуся Grandma                |